# Ligier JS P320
Chronologie des modèles
Ligier JS P3 Ligier JS P325
La Ligier JS P320 est une voiture de course conçue et développée par Ligier Automotive pour courir dans la catégorie LMP3 des Le Mans Prototype à partir de 2020.

## Écuries
- BHK Motorsport (ELMS)
- CD Sport (MLMC)
- Cool Racing (MLMC & UCS)
- EuroInternational (ELMS)
- Graff (ELMS & MLMC)
- Inter Europol Competition (ELMS)
- Motorsport 98 (MLMC)
- MV2S Racing (MLMC)
- Realteam Racing (ELMS)
- RLR Msport (ELMS)
- Team Virage (UCS)
- United Autosports (ELMS & MLMC)
- Ultimate (ELMS)